# Liveradio
Pour l’article homonyme, voir LiveRadio.
Liveradio est un service gratuit d’écoute de webradios en streaming direct et à la demande, créé par Orange en 2007. Il est revendu à Radioline à l'été 2013.
Le service permet aux utilisateurs d’avoir accès à plus de 25 000 stations (radios FM et webradios) et 11 000 podcasts[réf. nécessaire] de tous styles,[réf. nécessaire] issus de cent pays[réf. nécessaire]. Le service est accessible sur diverses plateformes bénéficiant d'une connexion internet.

## Ergonomie et interface
Les flux sont accompagnés d'informations complémentaires (grilles de programmes, animateurs, titres de chansons, nom de l’artiste et biographie…) régulièrement enrichies et mises à jour. 
L'utilisateur peut personnaliser le service en se créant un compte personnel lui permettant de créer des listes de ses radios et podcasts favoris.

## Déploiement
Le service Liveradio était accessible sur diverses plateformes, une seule est toujours disponible :
- les postes de radio Wi-Fi dédiés Liveradio[2] ;

Les autres ont été remplacés par les services équivalents de Radioline :
- les applications smartphone et tablette : Android, iOS (iPhone, iPad, iPod Touch) ;
- le site internet http://fr-fr.liveradio.fr ;
- les box de différents distributeurs : Canal+ (chaîne 199 du Cube Canal+)[3], VOO.évasion[4], Opera TV Store[5]
- via des player pop-up intégré à différents sites web ;
- dans les voitures équipées de l'autoradio Parrot Asteroid de Parrot[5] ;
- les smartphones Alcatel[5].

Ils ne sont plus disponibles sur les plateformes suivantes :
- sur les applications smartphone et tablette : Windows Mobile et Windows Phone 7 ;
- sur le site internet liveradio.fr
- via un player pop-up intégré au site internet d'Orange ;
- sous forme de gadget intégré aux environnements Windows Vista et Windows 7 ;
- sur le service de messagerie instantanée Windows Live Messenger ;
- sur les télévisions connectées des marques LG et Samsung.

## Animation éditoriale
Le service Liveradio propose une animation éditoriale à ses utilisateurs via la création de bouquets thématiques en lien avec l’actualité et en partenariat avec des stations. Ces animations éditoriales ont pour objectif de faire découvrir des radios et des podcasts unis par une même thématique.

## dysfonctionnements
Les Liveradio commercialisées par Orange ont connu plusieurs dysfonctionnements liés à la non-maîtrise de la pérennité de leur environnement réseau (changement intempestif de serveur).
Le dernier en date du 4 mai 2017 a vu nombre de détenteurs contraints de mettre au rebut leurs appareils.[réf. souhaitée]